# Translation Loss Records
Translation Loss Records ist ein 2003 gegründetes Musiklabel aus den USA, welches hauptsächlich Metal-Bands aus den Substilen des Doom und Progressive Metals sowie Projekte aus dem Post-Hardcore-Genre unter Vertrag hat. Bekannteste Vertreter sind Mouth of the Architect, Year of No Light, Intronaut, Giant Squid und Rosetta. Ansässig ist Translation Loss Records in Harleysville, Pennsylvania. Die Veröffentlichungen sind überwiegend als CD und Schallplatte verfügbar. Hinzukommend bietet das Label die Musik über den Online-Musikdienst Bandcamp als Download an.
Translation Loss Records wurde 2003 von Christian McKenna (Cable, Empty Folwers, Zodiak) gegründet um Musikern die Möglichkeit der Veröffentlichungen zu geben, ohne deren künstlerisches Schaffen den Idealen des Mainstream zu unterwerfen. Die diesem Ideal entsprechende künstlerische Freiheit wird von Interpreten wie Giant Squid und Mouth of the Architect betont.

## Künstler (Auswahl)
- Declan de Barra
- Dysrhythmia
- Giant Squid
- Heaven In Her Arms (Nordamerika exklusiv)
- Hellish Form
- Intronaut
- Irepress
- Jarboe
- Mouth of the Architect
- Rosetta
- Un
- Year of No Light